# NGC 4848
NGC 4848 este o galaxie activă situată în constelația Părul Berenicei. A fost descoperită în 21 aprilie 1865 de către Heinrich Louis d'Arrest. Se află la o distanță de 103,09 megaparseci de Pământ.